# Hipolit Pinko

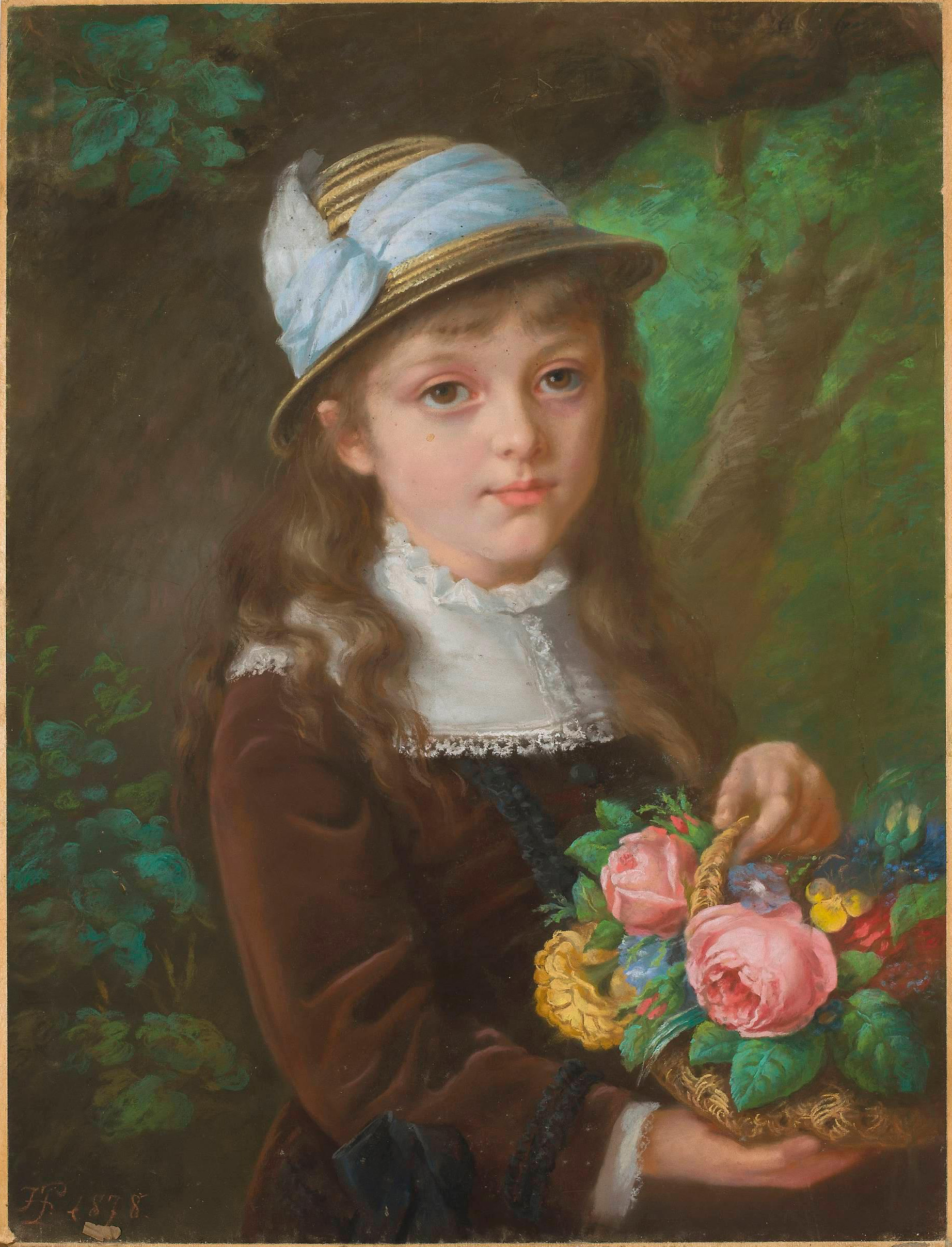
Hipolit Pinko, Portret dziewczynki z koszykiem kwiatów, pastel przedstawiający być może najstarszą córkę artysty Marię, 1878, Muzeum Narodowe w Warszawie

Hipolit Kasjan Pinko (ur. w 1836 w Płocku, zm. 3 listopada 1901 w Kaliszu) – polski malarz i nauczyciel szkół gimnazjalnych w Radomiu.

## Życiorys
Hipolit Pinko był synem nauczyciela Szkoły Wojewódzkiej w Płocku. Ukończył gimnazjum w Płocku, od 1855 do 1861 roku studiował w Szkole Sztuk Pięknych w Warszawie, gdzie kształcił się m.in. u Rafała Hadziewicza. Wystawiał swoje prace na warszawskich wystawach, m.in. organizowanych przez Towarzystwo Zachęty Sztuk Pięknych (1862, 1866, 1867).
Uczył rysunku w szkole realnej w Kaliszu. Po wyjeździe z Kalisza, około roku 1869 przeprowadził się do Radomia. Przez 25 lat pracował w radomskich szkołach gimnazjalnych jako nauczyciel rysunku, malarstwa i kaligrafii. Krótko (1893–1894) uczył także we Włocławku. Bardzo pochlebnie wyrażał się o nim Wasilij Smorodinow, chwaląc jego umiejętności nauczycielskie, skutkujące sukcesami uczniów. W 1895 Pinko otrzymał order św. Stanisława II klasy. Nie był jednak nastawiony prorosyjsko – w jego mieszkaniu odbywały się zebrania patriotycznej polskiej młodzieży, m.in. tajnego kółka samokształceniowego „Aryele”, organizowanego przez Kazimierza Kellesa-Krauza.
W 1871 Hipolit Pinko ożenił się z Jadwigą Pelagią Szymańską. Mieli pięcioro dzieci, z których dwoje zmarło w dzieciństwie. Najstarsza córka, Maria (1872–1911), była żoną Władysława Bukowińskiego i wspólnie z nim redagowała czasopismo „Sfinks”. Trzecia córka, Helena (1875–1944), wyszła za mąż za pasierba malarza Józefa Brandta – ich córka była żoną brata Witolda Gombrowicza Jerzego; możliwe więc, że Hipolit Pinko był pierwowzorem postaci profesora Pimki z Ferdydurke.
Hipolit Pinko zmarł w 1901 roku. Pogrzeb miał miejsce na cmentarzu w Kaliszu, później prochy Pinki przeniesiono do rodzinnego grobu na cmentarzu w Radomiu (kwatera 16a).
Prace artysty znajdują się m.in. w Muzeum im. Jacka Malczewskiego w Radomiu.